# St. Servatius (Köln-Immendorf)

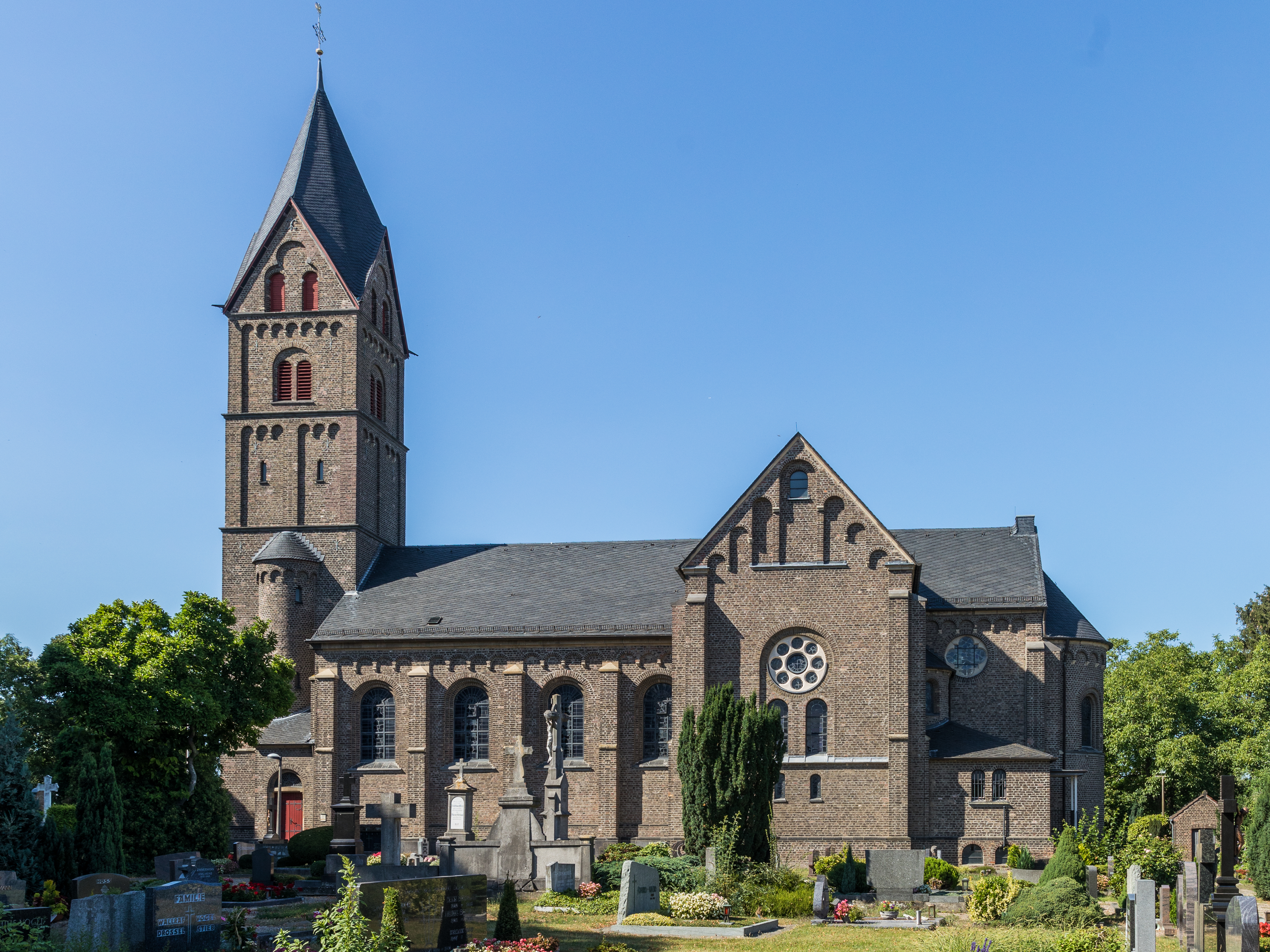
St. Servatius und katholischer Friedhof

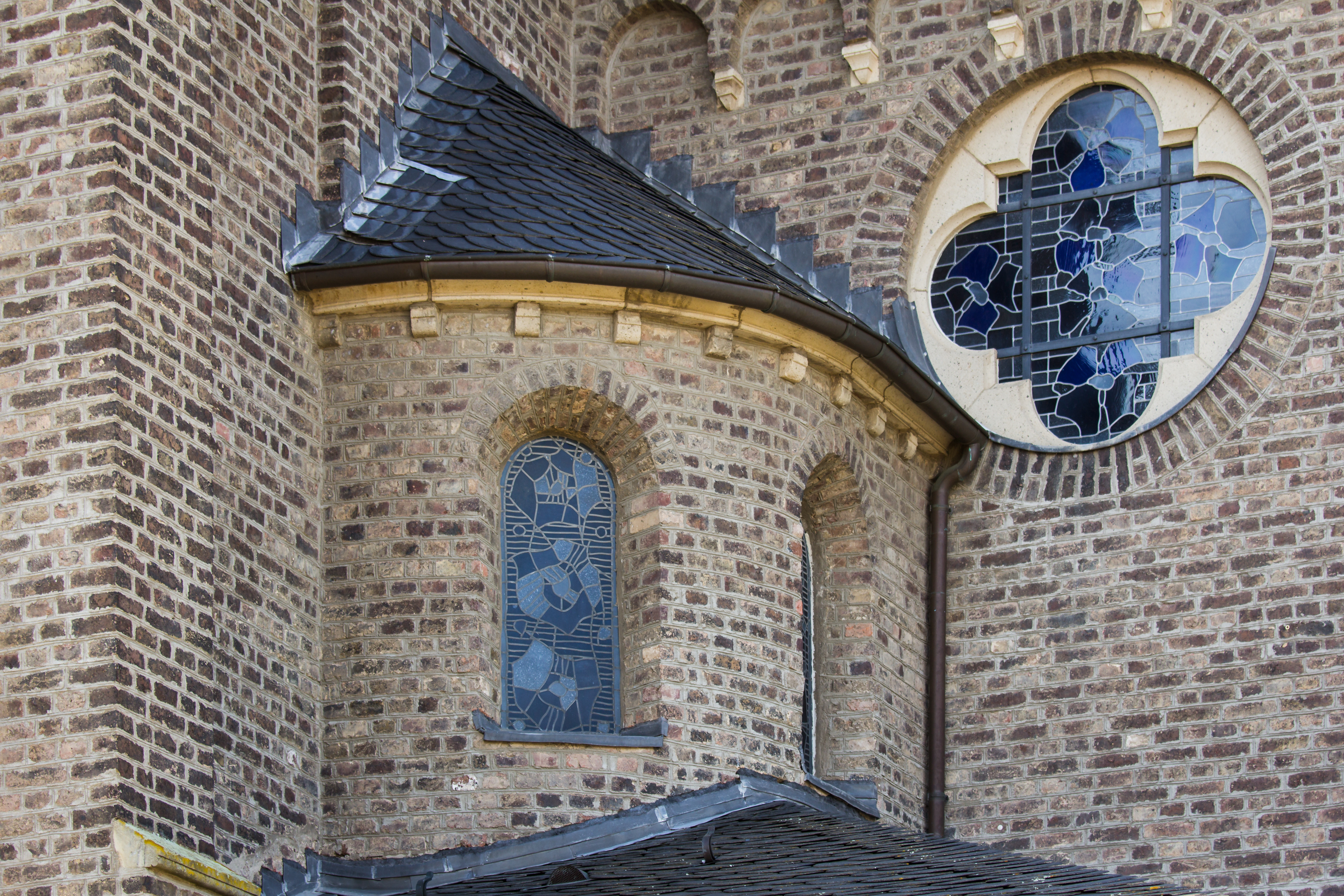
St. Servatius, Detail zwischen nördlichem Querschiff und Chor

St. Servatius ist eine dem heiligen Servatius von Tongern gewidmete, katholische Pfarrkirche im Kölner Stadtteil Immendorf, die in den Jahren 1873 und 1874 nach Plänen des Architekten August Carl Lange errichtet wurde. Sie steht auf einer 13 Meter hohen Anhöhe, die volkstümlich „Heidenberg“ genannt wird. Fundamente ihres deutlich älteren Vorgängerbaus wurden für den Bau genutzt und sind im aktuellen Gebäude zum Teil noch sichtbar.
Gemeinsam mit St. Blasius in Meschenich, St. Katharina in Godorf sowie Heilige Drei Könige in Rondorf bildet St. Servatius die Pfarreiengemeinschaft Heilige Drei Könige im Erzbistum Köln. Das Kirchengebäude wurde gemeinsam mit dem katholischen Friedhof und einzelnen Grabmälern in die Liste der Baudenkmäler im Kölner Stadtteil Immendorf aufgenommen.

## Geschichte
Die heutige Kirche St. Servatius wurde auf dem Heidenberg im Zentrum des dörflichen Immendorfs errichtet, auf dem bereits vorher mehrere Vorgängerbauten standen, zuerst eine kleine Kapelle und danach eine frühromanische Kirche, die bereits 948 erwähnt wurde.
Das Einzugsgebiet der Immendorfer Kirche reichte bis Rodenkirchen, Raderthal und Raderberg. Zur Pfarre Immendorf und damit zum Einzugsbereich der Kirche gehörten unter anderen Rondorf als Sitz der Kommunalverwaltung (mit Höningen, Giesdorf, Hochkirchen), Mannsfeld, Godorf, Weiß, Sürth und zeitweise auch Meschenich. 1827 löste sich Sürth von der Immendorfer Mutterkirche. Meschenich war von 1807 bis 1834 Teil der Gemeinde. 1867 wurden Raderthal, Arnoldshöhe und Zollstock der Kirche in Bayenthal zugeordnet, gehörten jedoch noch bis 1888 zu Immendorf und wurden später teilweise selbständige Pfarreien. So erlangte Raderthal den Pfarrstatus im Jahr 1901, Arnoldshöhe und Zollstock wurden dem Rektorat Zollstock zugewiesen und 1908 wurde St. Pius ein eigenes Rektorat sowie 1912 selbständige Pfarre. Godorf blieb bis 1906 Teil der Immendorfer Gemeinde und Rondorf bis 1919.

### Romanischer Vorgängerbau
Die Bauzeit des Vorgängerbaus ist nicht gesichert, es gilt jedoch als wahrscheinlich, dass er aus ottonischer Zeit stammte. Aus einer angeblich aus dem Jahr 948 stammenden Schenkungsurkunde des Kölner Erzbischofs Wichfrid geht hervor, dass dieser den Kölner Klosterbrüdern von St. Severin die Pfarrkirche in Iminethorp mit ihren Pfründen vermacht hatte, damit sie ohne materielle Sorgen den Klosterdienst versehen konnten. Die Schenkungsurkunde stellte sich zwar später als Fälschung aus dem 11. Jahrhundert heraus, die Angaben sind jedoch durch andere Belege plausibel. Dies gelte insbesondere für die Tatsache, dass es sich bereits zu dieser Zeit um eine Pfarrkirche gehandelt habe, denn nur diese könne mit Besitz und Einnahmen ausgestattet sein, anders als etwa eine einfache Kapelle.
Die ursprüngliche Widmung der Kirche galt dem Heiligen Severin, was im Laufe der Jahrhunderte aus unbekannten Gründen zu einem Patrozinium des Servatius von Tongern wurde.   
In der örtlichen Überlieferung heißt es zudem, dass auf dem „Heidenberg“ bereits vor diesem frühromanischen Bau vermutlich eine Kapelle gestanden habe, die in den Fundamenten noch zu erkennen sei. Diese sei wahrscheinlich 881 durch die Normannen zerstört worden, bevor an der gleichen Stelle der Bau des frühromanischen Vorgängerbaus der heutigen Kirche erfolgte.

### Anbau im 19. Jahrhundert

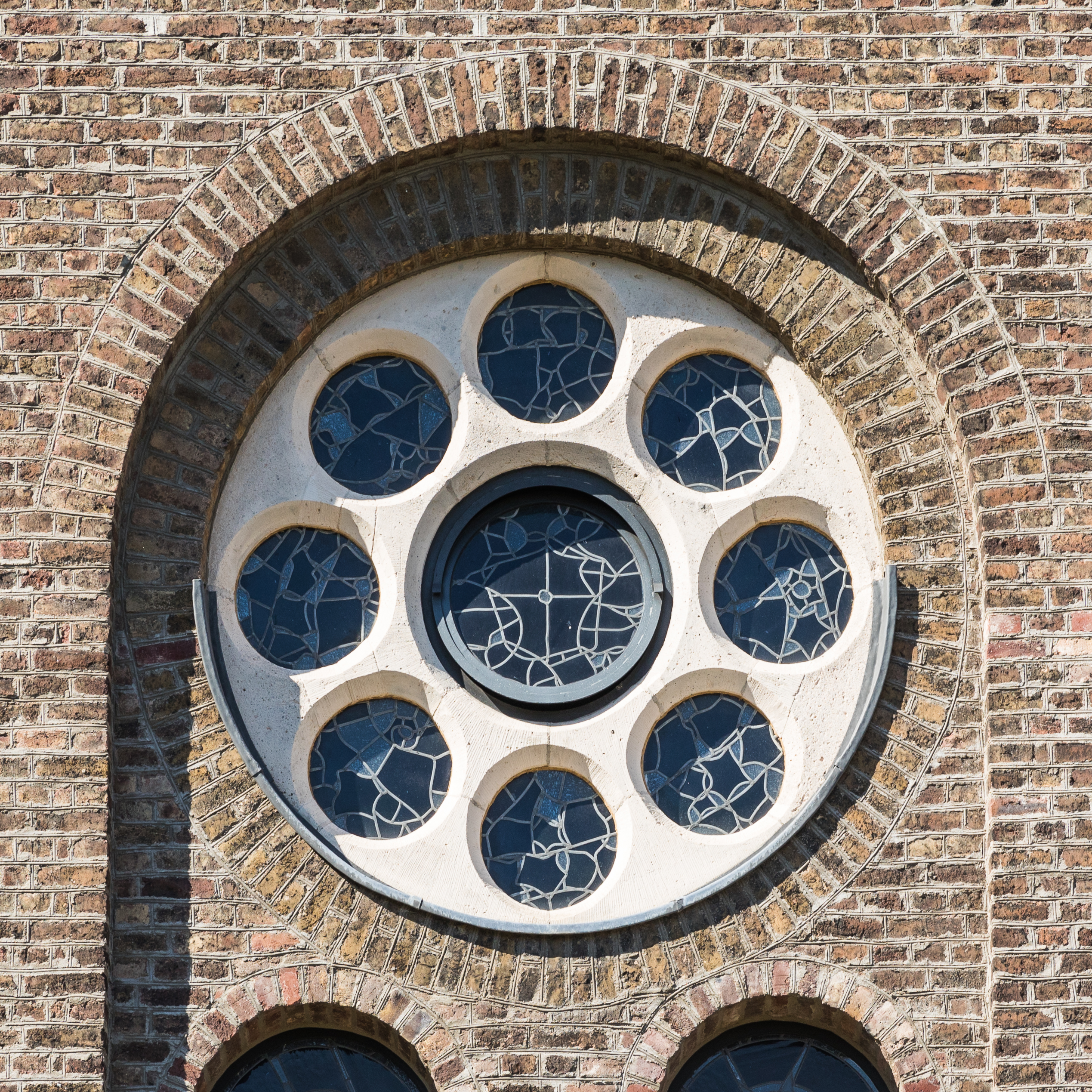
St. Servatius, Rosettenfenster am südlichen Querschiff

Diese wurde 1841 bis 1842 durch einen Anbau im Osten erweitert. Aufgrund der wachsenden Gemeinde und der Bedeutung als Pilger- und Ablasskirche beschloss der Kirchenvorstand am 18. Juli 1838 einstimmig eine Vergrößerung der Kirche und trat mit diesem Wunsch an die Kommunalverwaltung heran. Im Juli 1840 trat er zudem an den Landrat heran, den Ausbau voranzutreiben, und am 10. Mai 1841 konnte durch Pastor Nellessen und den Vikaren Schröder und Hund der Grundstein des neuen Anbaus gelegt werden.
Zur Erweiterung wurde der Chor der Kirche aufgebrochen und nach Osten durch einen saalartigen Anbau verlängert sowie mit drei Fenstern und einer Holzdecke ohne Gewölbe ausgestattet. An das Langschiff wurde ein kleiner Chor angebaut und hinter dem Altar wurde ein Gang angelegt, durch den der Pastor die hinterliegende quadratische Sakristei und durch eine Tür zum angrenzenden Friedhof gelangen konnte. Am 10. Oktober 1841 wurde der Anbau durch den Brühler Dechanten Steinbüchel eingeweiht. 1842 erfolgten noch einige kleinere Anbauten und Anschaffungen, darunter einige Schränke, eine Kommunionbank und mehrere Kirchenbänke, die auch in der heutigen Kirche stehen. 1852 wurde in den Turm eine zweite Tür eingebaut, wobei ein Wappenstein der Familie von Geyr vom 1841 abgerissenen Gut Neuenhof als Türsturz verwendet wurde.
Die Proportionen des nun erweiterten Kirchenbaus erwiesen sich als wenig harmonisch, zudem war der alte Bauteil weiterhin reparaturbedürftig, so dass die Gemeinde 1864 mit dem Sammeln von Spenden für eine neue und größere Kirche begann. Zuvor hatte man bereits um Personalaufstockung gebeten, um die wachsende Gemeinde geistlich betreuen zu können. 
Der jüngere Anbau sollte in die neue Kirche einbezogen werden – ein Entwurf Heinrich Nagelschmidts von 1871 sah eine Duplizierung der Fensterteile und drei neue Fensterteile mit einem Turm in Richtung Westen vor, wobei der neue Teil wesentlich höher werden sollte und der Turm asymmetrisch nach Süden stehen sollte. Dieser und ein weiterer Entwurf mit einem langen, schlauchartigen Langschiff und acht Fenstern stießen beim Generalvikariat auf Ablehnung und wurden verworfen.

### Neubau der Kirche St. Servatius 1874

Grundriss der Kirche mit Angabe der Bauabschnitte und Grundrissen der Vorgängerbauten

Am 5. Januar 1873 legte der Architekt August Carl Lange seine Pläne für einen Neubau der Immendorfer Kirche vor, wobei er eine Kirche mit Kreuzschiff, Gewölbe, zwei Sakristeien und nur einem weiteren Fensterteil plante. Der Architekt griff in seinem Plan auf Vorbilder staufischer Kirchenbauten im Rheinland zurück. Der Turm wurde entsprechend nach dem Vorbild der Türme von St. Aposteln geplant, für das Querhaus nutze er das Querhaus von St. Andreas als Vorbild. Die Fenster des alten Anbaus wurden in den Neubau der Kirche für die ersten drei Fensterteile vom Turm aus übernommen.

Diesem Entwurf wurde entsprochen, finanziert wurde er durch 15.000 Mark der Gemeinde, davon 9.000 Mark Spenden und 6.000 Mark Zinsen aus der Stiftung Bernhard Claren sowie einer Anleihe von 27.000 Mark. In den Jahren 1873 und 1874 wurde der Anbau durch eine Erweiterung in eine dreischiffige neoromanische Stufenhalle umgestaltet. Zu Beginn wurde die alte Kirche mit Chor und neugebauter Sakristei weitgehend abgerissen; an die drei bestehenden Fensterteile (des Anbaus) wurde östlich ein weiteres Fensterelement angebaut.

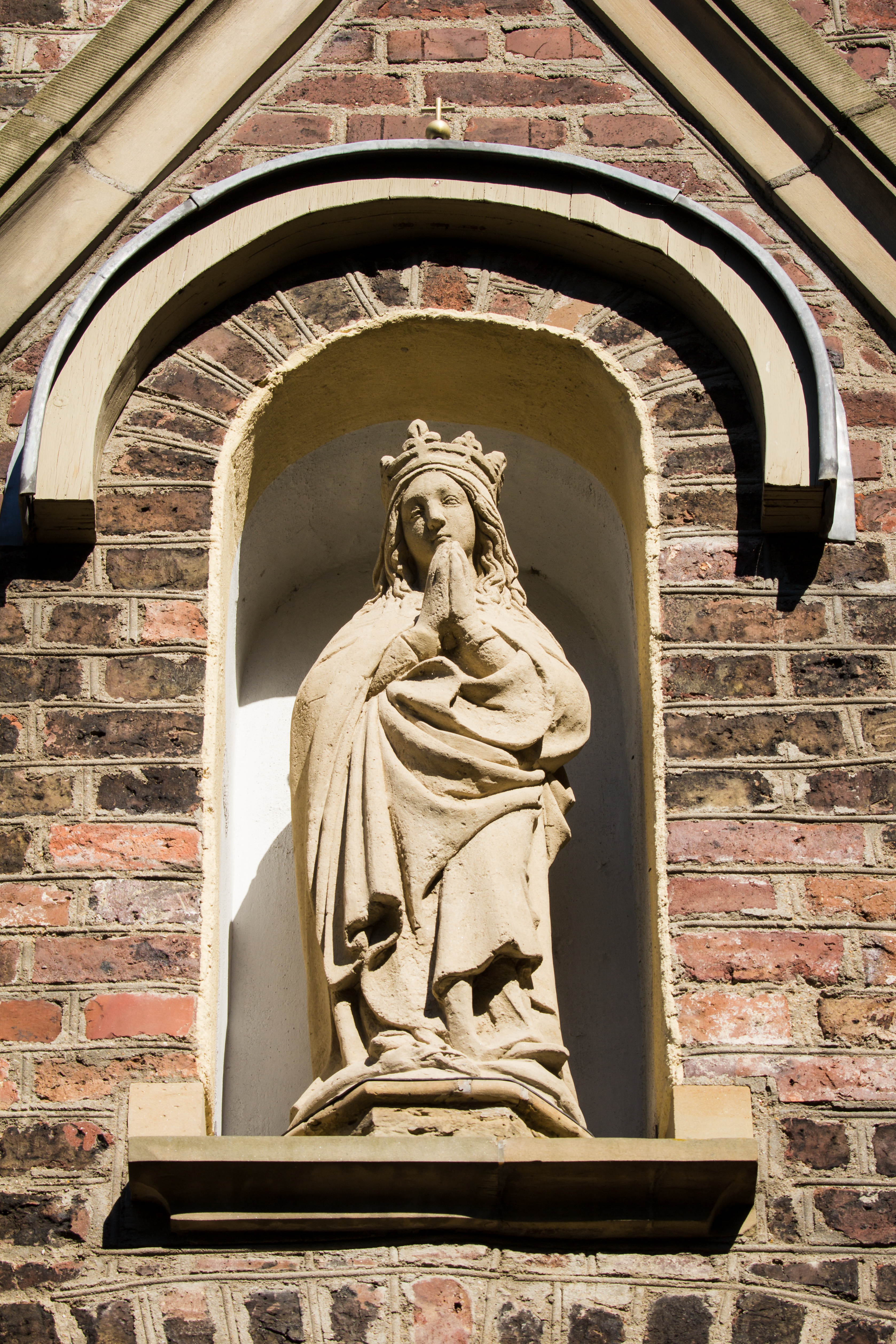
St. Servatius, Madonnenfigur über dem westlichen Eingangsportal

Anschließend wurden die beiden Seitenschiffe mit dem Chor und daneben die beiden Sakristeien an der nördlichen und der südlichen Seite gebaut. Das Langschiff wurde dreiteilig angelegt und erhielt acht korinthische Säulen, auf denen ein Dachgewölbe ruht. An der Stelle, wo früher der Turm und der erste Teil des Langschiffes standen, entstand der neue Turm der Kirche mit rheinischem Rautendach.
Das Gebäude wurde bis Ende 1873 im Rohbau fertiggestellt. 1874 folgten die restlichen Teile und das Schieferdach mit den ursprünglich vier Dachgauben. Die Grundsteinlegung unter dem Mittelfenster der Apsis fand am 18. Mai 1874 statt, bei der auch eine Grundsteinurkunde beigefügt wurde. Ende des Jahres 1874 wurde der Bau abgeschlossen. Zum Zeitpunkt der Fertigstellung war der Erzbischof Paulus Melchers inhaftiert und die Weihe wurde erst am 29. April 1894 durch den Weihbischof Hermann Joseph Schmitz vollzogen. Durch einen Blitzeinschlag in den Kirchturm wurde am 18. Juni 1879 ein großes Stück eines Balkens vom neuen Glockenstuhl weggerissen. 1883 beschloss der Kirchenvorstand eine Innenbemalung der Kirche vorzunehmen, die 1887 erfolgte. Die Bemalung erfolgte im romanischen Stil, wobei im Chor ein in einem Medaillon eingerahmter und von zwei Engeln flankierter „Gott Vater“ dargestellt wurde.

### Weitere bauliche Maßnahmen

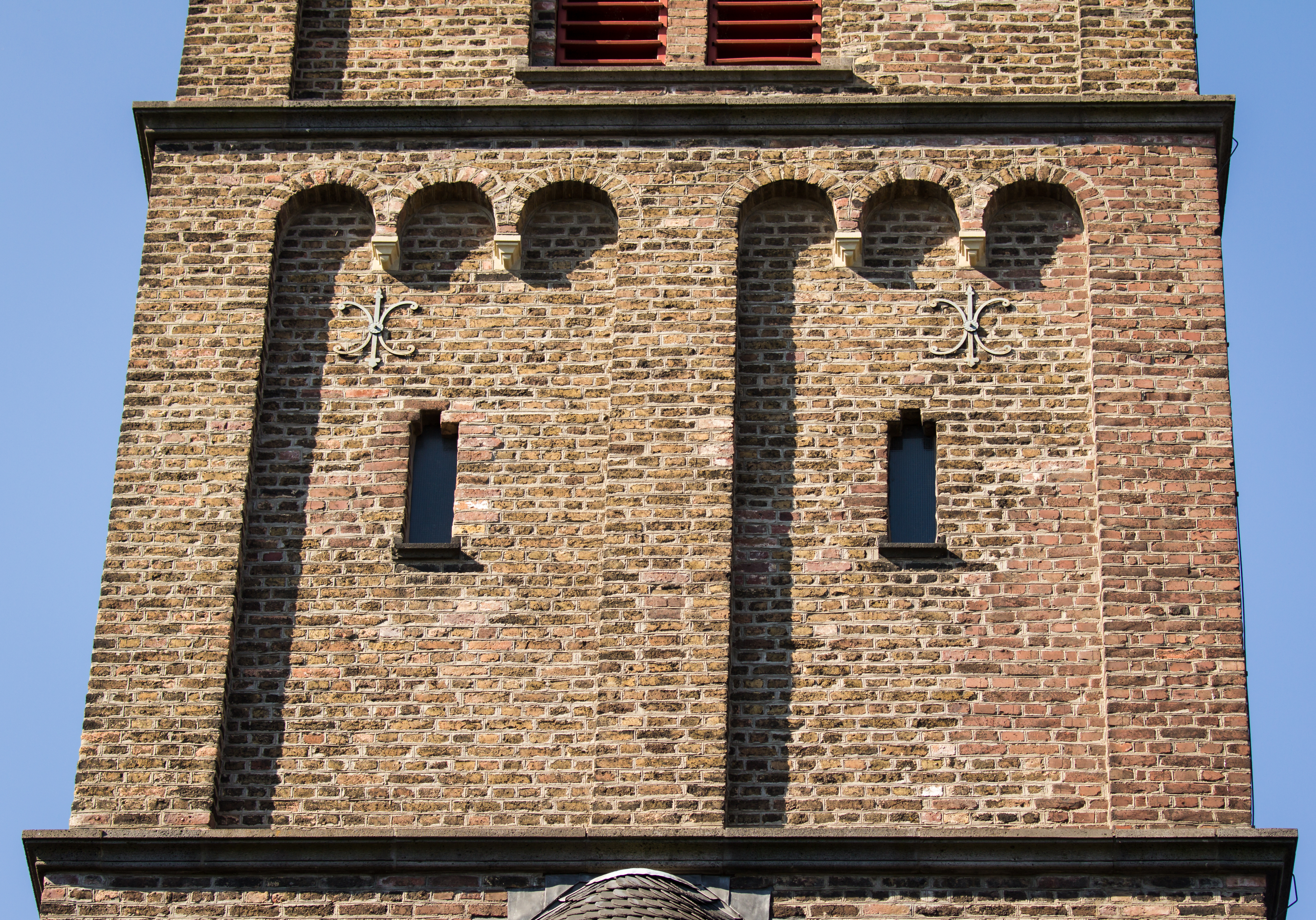
Südseite des Turms – Renovierung nach Kriegsschäden noch andeutungsweise erkennbar.

Im Jahr 1928 wurde in der Kirche elektrisches Licht installiert und 1933 stellte der Kirchenvorstand einen Antrag auf einen Reichszuschuss zur Reparatur des Daches. Am 10. April 1936 wurde das Gebäude durch den erzbischöflichen Konservator Dr. Schumacher begutachtet und im selben Jahr konnte das Dach zusammen mit den Sakristeien saniert werden. Durch einen Sturm im Oktober 1938 kam es zu einigen Schäden am Kirchturm und im März 1939 wurden starke Verwitterungen und Feuchtigkeitsschäden an und im Gebäude festgestellt, die in der Folge wahrscheinlich teilweise beseitigt wurden. Durch Kriegsschäden im Zweiten Weltkrieg wurden vor allem durch ein starkes Bombardement des Orts Immendorf und der näheren Umgebung die Fenster und große Teile des Daches sowie eine der Säulen zerstört. Am 7. März 1945, einen Tag vor der Übernahme des Dorfes durch amerikanische Truppen, traf ein Artilleriegeschoss den mit deutschen Artillerie-Beobachtern besetzten Turm und die Glocke der Kirche, wodurch der Glockenkörper in das Gebälk stürzte. Kurz darauf schlug eine Granate der deutschen Wehrmacht, die von Stellungen auf der anderen Rheinseite abgeschossen wurde, in die Vierung ein und verursachte größere Schäden. Obwohl eine der nördlichen Säulen vor dem Querschiff einstürzte, blieb das Gewölbe der Kirche stehen. Am 22. Juni 1950 stellte der Kirchenvorstand in einem Schreiben an das Erzbistum die Schäden der Kirche zusammen, wobei vor allem die Beschädigungen am Turm und im Dach sowie des Gesims und des nördlichen Eingangsbereichs benannt wurden.
In den 1950er Jahren wurde die ursprüngliche Innenbemalung im Rahmen der ersten Renovierungsarbeiten nach dem Krieg mit weißer Farbe übermalt und mit Ornamenten des Brühler Restaurators Gangolf Minn versehen. Die größeren Renovierungen der Kriegsschäden erfolgten ab 1966 durch den Architekten Ludger Kösters, der zuerst das einsturzgefährdete Gewölbe sichern musste, um mit den Arbeiten zu beginnen. Während der Arbeiten richtete der Vorstand eine Notkirche im damaligen Saal Knop (heute Saal Amigo) ein, in der vom 20. August 1966 bis Weihnachten 1967 der Gottesdienst stattfinden konnte. 1971 wurde die Kirche vollständig weiß ausgemalt, bis 1972 die Instandsetzungsarbeiten abgeschlossen und Teile der Einrichtung, darunter der Altar, das Sakramentshäuschen und die Kreuzigungsgruppe sowie der Kreuzweg wurden ersetzt. 1989 erhielt die Kirche eine bessere Isolierung und wurde erneut ausgemalt. Eine letzte Renovierung erhielt die Kirche 2005 bis 2006, bei der die Kirche neu ausgefugt und das Fundament sowie der Dachstuhl im Turm und Kirchenschiff saniert und das Dach mit neuem Schiefer eingedeckt wurden.

## Architektur und Ausstattung
Bei der Kirche St. Servatius handelt es sich um einen Backsteinbau mit einem Schieferdach.
Im Inneren werden die einzelnen Schiffe durch hohe Scheidewände voneinander getrennt. Diese sind auf schlanke Säulen aufgesetzt, die mit Blattkapitellen dekoriert sind. Die Kirche wurde aufgrund der massiven Kriegsschäden 1966 und 1967 umfangreich renoviert und der Innenraum 1989 farblich neu gestaltet. Dabei wurden die Wände und Decken weiß, die Pfeiler hellgrau mit weißen Fugen und die Säulen rosafarben bemalt.
Das älteste Ausstattungsstück der Kirche ist der Korpus des Hängekreuzes aus dem 15. oder 16. Jahrhundert, der aus dem nicht mehr vorhandenen Kreuzaltar (1855) der alten Kirche stammte. Die frühbarocke Kanzel mit Reliefs der Bischöfe Cornelius, Cyprian und Severin ist um 1620 entstanden und gehörte vermutlich bis zur Säkularisation 1803 zur Ausstattung von St. Severin in der Kölner Altstadt. Im südlichen Querschiff befindet sich eine Figur des heiligen Servatius von Christoph Stephan (1797–1864), die ebenfalls zur Ausstattung der älteren Kirche gehörte. Die beiden Holzfiguren der Heiligen Bonifatius und Antonius stammen von Josef Fink und wurden kurz vor 1900 und die Pietà wurde 1909 gefertigt. Die Herkunft zweier Beichtstühle aus dem späten 18. Jahrhundert ist ungeklärt.  
Drei Glocken in den Tonhöhen F, G und A wurden von Peter Rodenkirchen in Deutz gegossen und sind den Heiligen Servatius und Katharina sowie den Heiligen Drei Königen geweiht.
Die Ausstattung aus dem 19. Jahrhundert mit Skulpturen und Altären Kölner Bildhauern, die St. Servatius 1887 erhielt, ist weitestgehend verschwunden, bis auf die Bänke im Langhaus und ein Rahmen mit dem Bild der „Immerwährenden Hilfe“ im südlichen Eingangsbereich.
Zu den jüngsten Ausstattungsstücken gehören die Fenster der Seitenschiffe und des Querhauses, die in den 1950er und 1960er Jahren als abstrakte, schachbrettartig unterteilte Darstellungen von Hermann Gottfried gestaltet wurden. Dabei beziehen sich die Apsisfenster auf die von Servatius vertretene Wesensgleichheit Christi in der Dreifaltigkeit, die Fenster im Vorchorjoch auf die Gaben der Eucharistie.
1968 wurden die Fundamente der Vorgängerbauten im Fußboden der Kirche vom Turm aus in das Mittelschiff mit helleren Steinen kenntlich gemacht, wobei im Fundament der 1873 niedergelegten Kirche der Umriss der vermuteten kleineren Vorgängerkapelle gut erkennbar sein soll.

## Belege
1. ↑  Stadt Köln: Köln Denkmälerverzeichnis. 12.3 Stadtbezirke 2 und 3 Rodenkirchen und Lindenthal. J. Bachem, Köln 1984; S. 34. ISBN 3-7616-0734-2.
2. 1 2 3 4 5 6 7 8 9 10 11 12  Die Geschichte einer alten Kirche 948 - 2007 (Memento des Originals vom 11. März 2018 im Internet Archive)  Info: Der Archivlink wurde automatisch eingesetzt und noch nicht geprüft. Bitte prüfe Original- und Archivlink gemäß Anleitung und entferne dann diesen Hinweis. auf der Website des Erzbistum Köln; abgerufen am 10. Juli 2018.
3. ↑  Gertrud Scholz: Einleitung: Die alten Kirchen und das Pfarrsystem des 10. bis 19. Jahrhunderts. In: Hiltrud Kier (Hrsg.): Köln: Dörfer im linksrheinischen Süden (= Stadtspuren. Denkmäler in Köln. Nr. 12). J. P. Bachem Verlag, Köln 1990, ISBN 3-7616-1004-1, S. 17.
4. 1 2 3 4 5  Walter Geis: St. Servatius katholische Pfarrkirche. In: Hiltrud Kier (Hrsg.): Köln: Dörfer im linksrheinischen Süden (= Stadtspuren. Denkmäler in Köln. Nr. 12). J. P. Bachem Verlag, Köln 1990, ISBN 3-7616-1004-1, S. 132–136.
5. 1 2 3 4 5 6  Manfred Becker-Huberti, Günter A. Menne: Kölner Kirchen, die Kirchen der katholischen und evangelischen Gemeinden in Köln. J. P. Bachem Verlag, Köln 2004, S. 142, ISBN 3-7616-1731-3.
6. ↑  Walter Geis, Gertrud Scholz: Immendorf: Lage, Geschichte, Charakteristik. In: Hiltrud Kier (Hrsg.): Köln: Dörfer im linksrheinischen Süden (= Stadtspuren. Denkmäler in Köln. Nr. 12). J. P. Bachem Verlag, Köln 1990, ISBN 3-7616-1004-1, S. 115–120.